# قانون روم
حقوق روم به نظام حقوقی روم باستان گفته می‌شود که توسط امپراتور روم شرقی ژوستینین یکم تدوین و تنقیح شد. این نظام حقوقی شامل یک سلسله تحولات حقوقی است که مدتی بیش از یک هزار سال را در بر می‌گیرد. این دوره از ۴۳۹ قبل از میلاد و با قانون دوازده لوحه آغاز شده و تا تدوین مجموعه قوانین ژوستینین در ۵۲۹ بعد از میلاد به طول انجامید.
استفاده از اصطلاحات حقوقی لاتین در نظام‌های حقوقی که تحت تأثیر حقوق رومی قرار دارند، از اهمیت تاریخی حقوق رومی حکایت دارد. امروزه اغلب کشورهای اروپای قاره‌ای و بیشتر مستعمرات آن در نقاط دیگر دنیا تابع نظام حقوقی رومی-ژرمنی محسوب می‌شوند که بر اساس مفاهیم کلی حقوق رم و تحولات بعدی آن در کشورهای آلمانی‌زبان شکل گرفته‌است.
در روم باستان سه قانون جدید تدوین شد که هر یک به گروه‌های جداگانه اختصاص داده شده بود.1_قانون مدنی و خانواده: که ویژه مردمان اصلی روم بود 2_قانون مردم: که ویژه مردم غیر رومی بود 3_قانون طبیعی: که اختصاص یافته برای غلامان بود. حق مالکیت زمین و مقام‌های دولتی تنها برای مردمان اصلی روم بود که بعدها در اثر سعی و تلاش و نهضت‌هایی که از طرف مردمان گروه دوم صورت گرفت آن‌ها همچنان از این حقوق مستفید شدند.
دستگاه امپراتوری حافظ صلح رومی بود و تا اندازه‌ای عدالت را در میان اتباع بی‌شمار خویش مجری می‌دانست؛ قانونگذاران رومی به تدوین و وضع اصولی می‌پرداختند که از آن پس به قوانین روم اشتهار پیدا کرد.
قضات رومی ناگریز بودند که به‌ هر نحوی شده‌ است مرافعات میان مردم نواحی مختلف امپراتوری را حل و فصل نمایند و چه‌بسا که عرف و عادات یک محل متناقض با محل دیگر می‌بود؛ برای نمونه می‌توان به مرافعات میان دو بازرگان اسپانیائی و مصری اشاره کرد. برای همین قوانین روم چنین مقرر داشت که هیچ عرفی ضرورتاً صحیح نیست و بالاتر از تمام این عادات و عرف یک قانون بالاتر و عمومی هست که به‌موجب آن تصمیمات منصفانه اتخاذ می‌گردد. این قانون «طبیعی» و برای عموم افراد درک‌کردنی و قبول‌کردنی است؛ زیرا که ناشی از طبیعت آدمی و عقل بشری است. در این باب قانون‌گذاران رومی از حکومت یونان مدد جستند و نیز معتقد شدند که قوت قانون از این ناشی می‌شود که به‌دست یک مرجع معتبر و صالح به موقع اجرا درآید نه فقط به‌استناد عادت و عرف یا سوابق قضائی. این قوه یا مرجعِ مختار در وضع قوانین را مایستاس (به لاتین: Maiestas) یا اختیار مطلق نامیدند و آن را به امپراتور روم نسبت دادند.
بدین‌طریق رومیان قانون را از یکسو از عادت و عرف و از سوی دیگر از تمایلات نفسانی جدا ساختند؛ قانون را حاصل فکر باز و کیاست موافق با منطق و طبیعت اشیاء و عملی عاری از حب و بغض قوه‌ی رسمی جامعه قلمداد کردند. این را هم باید گفت که قانون روم طرفدار ملک یا منافع عامه از نظر دولت بود، نه از نظر منافع یا هویت‌های انفرادی. این اصول به‌انضمام عقاید مشخص‌تری درباره‌ی مالکیت، بدهی، عقد ازدواج، و وصایا و امثال آن در قرون بعد تأثیر فراوانی در اروپا داشته‌است.
واپسین قرن جمهوری روم با آشفتگی و نزاع بین کسانی که خواستار حفظ ساختار سنتی جمهوری، ولو با ضعف رهبری، بودند با آن‌هایی که خواهان حکومتی نیرومند ولو به قیمت کنار گذاشتن شکل‌های حقوقی بود، همراه بود. با روی کار آمدن ژولیوس سزار که به طور آشکار اصول جهوریت را زیرپا گذاشت و در سال 44 قبل از میلاد به قتل رسید، این مسایل به اوج خود رسید. رهبرانی که در آن زمان علیه او توطئه کردند برتوس[1] و کاسیوس[2] به ترتیب پراتور شهری و بیگانه‌ها بودند. 

### حقوق دوره کلاسیک
اوج تحول حقوق روم را می‌توان در دوره کلاسیک مشاهده کرد. عامل اساسی تحول حقوقی در دوره کلاسیک، ادبیاتی بود که حقوقدانان آن را تولید کرده بودند، چه کسانی که خدمات خود را به دربار امپراتوری عرضه می‌داشتند و چه کسانی که به اشخاص خصوصی خدمات ارائه می‌دادند. حقوقدانان، به عنوان یک طبقه، مورد عنایت امپراتور قرار داشتند
در ابتدای قرن سوم میلادی، امپراتور آنتونیوس کارالاکا فرمان مهمی صادر کرد و اثر آن این بود که بسیاری از سکنه قلمرو امپراتوری او، تابعیت رومی پیدا کردند و (چه بخواهند چه نخواهند) تبدیل به شهروند روم شدند. فرمان آنتونین هدف آزادیخواهانه و لیبرال را دنبال نمی‌کرد بلکه هدف مالی داشت و احتمالا برای وضع مالیات بر ارث دارایی شهروندان بود که محدوده گسترده‌تری را فرا بگیرد و اشخاص بیشتری مشمول آن گردند. اثر دیگر آن این بود که بسیاری از مردم که خود را رومی و حتی لاتین نمی‌دانستند، حالا به عنوان شهروند رومی، این انتظار از آن‌ها می‌رفت که از قوانین مدنی پیروی کنند. 
در دهه بعد از صدور فرمان آنتونین، دوره کلاسیک در اثر تلاش سه حقوقدان (که در سال‌های بعد برجسته‌ترین آن‌ها بودند) یعنی پاپینیان، پل و اولپیان به اوج خود رسید. هر کدام از آن‌ها بالاترین منصب امپراتوری یعنی پراتوری کامل را برعهده داشتند و هم مسئول اصلی امور حقوقی امپراتور هم رئیس نیروهای او بودند. آنان همچنین مطالب غنی، فراوان و پرباری در زمینه حقوق به رشته تحریر درآوردند.
با به قتل رسیدن اولپیان به دست نگهبانانی یاغی در سال 223 میلادی، (پاپینیان نیز به دستور کاراکالا یک دهه قبل اعدام شده بود) دوره کلاسیک به پایان خود رسید. قرن دوم میلادی دوره عجیب صلح و ثبات امپراتوری روم بود. ادوارد گیبون تاریخ‌نگار انگلیسی قرن هجدهم، این دوران را به «دوره‌ای از تاریخ جهان که بشریت در شرایط بسیار شاد و خوشبخت و مرفهی می‌زیست» تعبیر کرده است.

### حقوق روم در قرن هجدهم
در سده هجدهم حقوق مدنی روم، دستخوش جنبش‌های بزرگ فکری عصر روشنگری شد. فلسفه حقوق طبیعی خردگرا، نشان داد که مجموعه کاملی از قوانین را می‌توان به طرز ساده و منطقی بیان کرد و دشواری‌های موجود را حذف کرد اما تنها چیزی که لازم داشت،‌ اراده پادشاه بود. حاکمان در اندیشه تحکیم قدرت خویش نسبت به سرزمین‌های مختلفی بودند که نظام حقوقی هر کدام از این مناطق، آمیزه‌ای از حقوق رومی و حقوق عرفی بود و حاکمیت یک کد قانون واحد برای همه سرزمین‌هایشان را به عنوان وسیله‌ای برای اتحاد آن‌ها، قلمداد می‌کردند. همچنین در نظر آن‌ها گردآوری قوانین، راهی برای محدود کردن اختیارات دادگاه‌هایی بود که قضات این دادگاه‌ها اغلب نماینده منافع تثبیت‌شده ثروتمندان محلی بودند. اندیشمندان مرکانتیلیست بیشتر از پادشاهان خواهان تدوین قانون بودند چرا که ادعا می‌کردند تنوع قوانین مانعی در راه تجارت است و وجود یک قانون واحد منفعت بیشتری برای تجارت دارد.
مفهوم قرن هجدهمی از کد فقط الزام به نگارش قوانین موجود به شیوه‌ای آشکار و نظمی اصولی نبود. معمولاً هدف کد این بود که جایگزین قوانین قدیمی شود که با قوانین جدید، منسوخ شده و متناسب با نیازهای روز باشد. با وجود این، درنظر گرفتن این که از قوانین قدیمی چه چیزی را باید حفظ کرد و چه چیزی را زدود، نهضت گردآوری قوانین، مردم را نسبت به منشأ عناصر مختلف در قوانین متفاوت که در حال ترکیب شدن بودند آگاه ساخت. در آغاز، حقوق مدنی روم جایگاه رفیعی در اذهان تدوین‌کنندگان داشت اما با سپری شدن قرن، تداوم اعتبار آن مورد تردید واقع شد. حقوق مدنی روم کمتر به عنوان قانون مشترک یا حقوق طبیعی تلقی می‌شد و بیشتر به عنوان حقوق یک جامعه باستانی در دوره بسیار متفاوت با عصر روشنگری نگریسته می‌شد. 
موضع اواخر قرن هجدهم نسبت به حقوق روم متأثر از نفوذ کتاب روح‌القوانین منتسکیو بود که در سال 1748 منتشر شد. منتسکیو شکل خردگرایی انتزاعی حقوق طبیعی را به چالش کشید چرا که عناصر رومی به میزان قابل توجهی از آن کنار گذاشته شده بودند اما نظرات او نقش چندانی در ارجاع به حقوق روم نداشت. او با این ملاحظات اطمینان بخش شروع می‌کند که قوانین به طور کلی «روابط ضروری ناشی از ماهیت اشیاء» هستند و قوانین بشری در نتیجه بکارگیری خرد است. با این همه او سپس خاطرنشان می‌کند که ماهیت چیزهایی که عقل و خرد باید در مورد آن‌ها حکم کند، از جامعه‌ای به جامعه دیگر متفاوت است. قوانین نمی‌توانند جهانی (همگانی) باشند بلکه باید متناسب با شرایط، اقتصاد، سنت‌ها، رفتارها، مذهب حاکم و امثال آن در یک جامعه خاص باشند. این عوامل در کنار هم «روح قوانین» آن جامعه را تشکیل می‌دهند که قانونگذار با مسئولیت خود از آن چشم‌پوشی می‌کند. منتسکیو برای اثبات نظریه خویش، از مصادیق فراوانی در حقوق روم استفاده کرد اما بیشتر خوانندگان او باید به این نتیجه رسیده باشند که حقوق روم منعکس‌کننده روح یک جامعه باستانی است که به وضوح با جوامع معاصر متفاوت است.